# Меморандум о корейской юстиции и поручении генерал-резиденту делопроизводства
Меморандум о корейской юстиции и поручении генерал-резиденту делопроизводства (кор. 大韓帝國司法및監獄事務委託에關한覺書) был подписан между Корейской и Японской империями 12 июля 1909 года. С японской стороны договор подписал генерал-резидент  Сонэ Арасукэ, а с корейской - премьер министр Корейской империи Ли Ванён.

## История договора

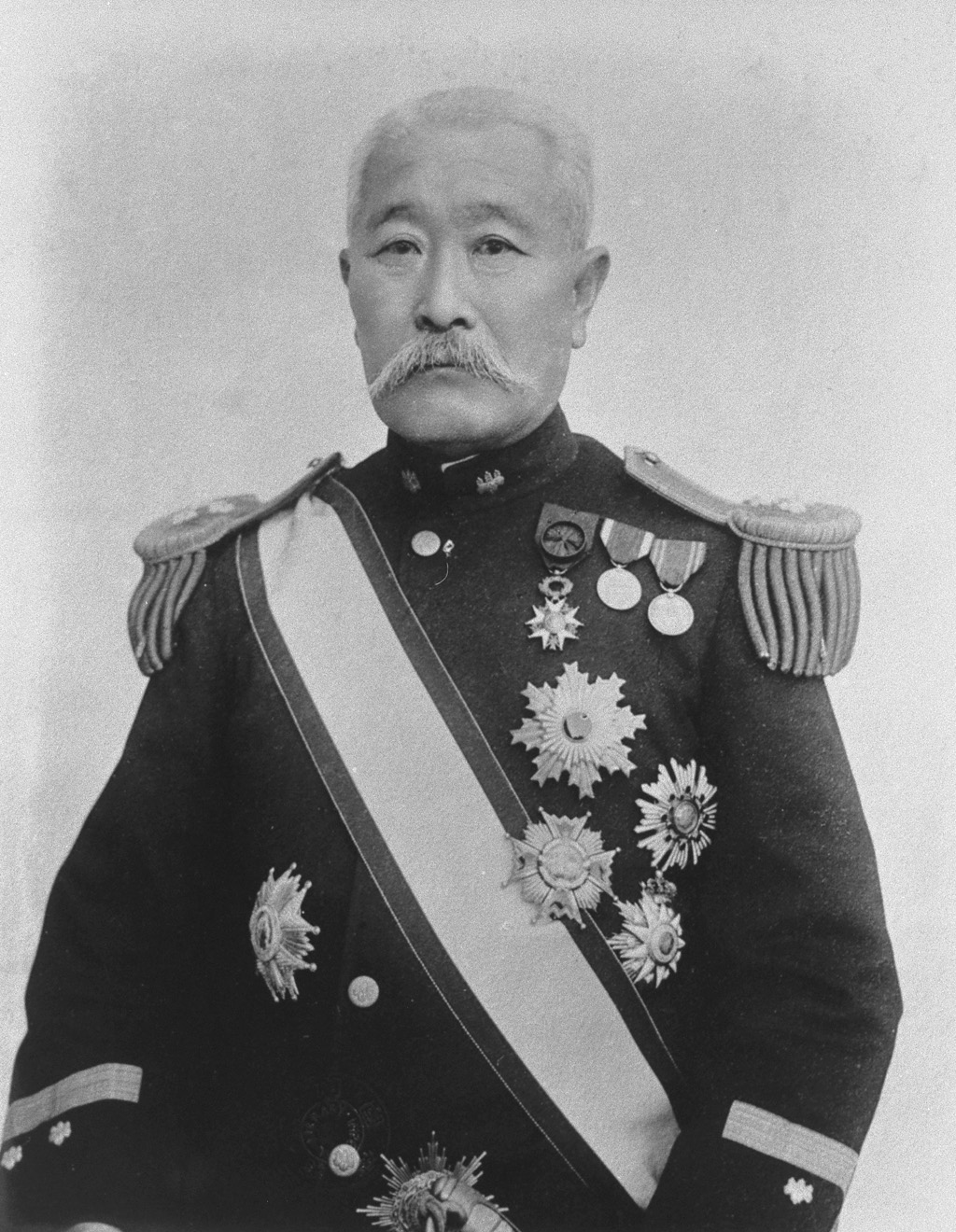
Барон Сонэ Арасукэ, генерал-резидент Кореи с 14 июня 1909 по 30 мая 1910 года

С 1905 года Корея находилась под протекторатом Японии. В стране существовал пост японского генерал-резидента, которому по договорам 1905 и 1907 годов император Кореи, ранее бывший абсолютным монархом, передал ряд полномочий на управление страной. На 1909 год в ведении генерал-резидента находились внешняя политика, он обладал правом вето в законотворчестве, его санкция требовалась при назначении на должность старших офицеров.
Договор 1909 года дополнительно расширял полномочия генерал-резидента. Согласно ему, к Японии переходила судебная власть в Корее и право распоряжения корейскими тюрьмами. В связи с этим Министерство юстиции и суды Корейской империи подлежали роспуску. Таким образом, корейский император Коджон лишался практически всех полномочий на управление страной, а суверенитет Кореи в многом становился формальным.
Договор фактически действовал в течение года с небольшим: после усиления сторонников жёсткой линии в Токио в августе 1910 года Корея была аннексирована Японской империей.